# The Apocalypse Manifesto
Albums de Enthroned
Towards the Skullthrone of Satan
(1997) Armoured Bestial Hell
(2001)
The Apocalypse Manifesto est le troisième album studio du groupe de Black metal belge Enthroned. L'album est sorti en 1999 sous le label Blackened Records.

## Musiciens
- Lord Sabathan - chant, basse
- Nebiros - guitare
- Nornagest - guitare
- Namroth Blackthorn - batterie

## Liste des morceaux
1. Whisperings Of Terror - 0:21
2. The Apocalypse Manifesto - 03:21
3. Death Faceless Chaos - 04:16
4. Retribution Of The Holy Trinity - 07:01
5. Post-Mortem Penetrations - 03:45
6. Genocide 05:09
7. Völkermord, Der Antigott - 03:52
8. Alastor Rex Perpetuus Dölöris - 04:51
9. The Scourge Of God - 11:37